# How the West Was Won
How the West Was Won ist ein Livealbum der britischen Rockband Led Zeppelin, das im Mai 2003 erschien.

## Entstehung und Veröffentlichung
Die Erstveröffentlichung von How the West Was Won erfolgte am 27. Mai 2003 bei Atlantic Records. Das Album erschien in seiner Originalausführung als CD und Download mit 18 Titeln (Katalognummer: 83587-2). Am 23. März 2018 erschien es erstmals als LP-Ausführung bei Rhino Records (Katalognummer: 8122793415).
Das Album enthält Liveaufnahmen von Led-Zeppelin-Konzerten am 25. Juni 1972 im The Forum in Los Angeles und 27. Juni 1972 in der Long Beach Arena in Long Beach. LA Drone auf CD 1 ist lediglich 14 Sekunden lang und enthält nur Fan-Rufe. Dazed and Confused auf CD 2 und Whole Lotta Love auf CD 3 sind Medleys aus drei bzw. fünf Liedern.

## Titelliste
CD 1
1. LA Drone – 0:14 (*)
2. Immigrant Song – 3:42 (*)
3. Heartbreaker – 7:25 (*)
4. Black Dog – 5:41 (**)
5. Over the Hills and Far Away – 5:08 (**)
6. Since I’ve Been Loving You – 8:02 (*)
7. Stairway to Heaven – 9:38 (*)
8. Going to California – 5:37 (*)
9. That’s the Way – 5:54 (**)
10. Bron-Yr-Aur Stomp – 4:55 (*)

CD 2
1. Dazed and Confused (Walter’s Walk, The Crunge) – 25:25 (**)
2. What Is and What Should Never Be – 4:41 (*)
3. Dancing Days – 3:42 (*)
4. Moby Dick – 19:20 (**)

CD 3
1. Whole Lotta Love (Boogie Chillun – 3:10, Let’s Have a Party – 1:56, Hello Mary Lou – 2:08, Going Down Slow – 8:29) – 23:08 (**)
2. Rock and Roll – 3:56 (*)
3. The Ocean – 4:21 (**)
4. Bring It On Home (inkl. Bring It On Back) – 9:30 (**)

Titel mit dem Vermerk (*) wurden in der Long Beach Arena aufgenommen, Titel mit (**) im LA Forum.

## Kommerzieller Erfolg

### Chartplatzierungen
How the West Was Won avancierte zum Nummer-eins-Erfolg in den US-amerikanischen Billboard 200.
| ChartsChartplatzierungen       | Höchstplatzierung | Wochen |
| ------------------------------ | ----------------- | ------ |
| Deutschland (GfK)              | 11 (20 Wo.)       | 20     |
| Österreich (Ö3)                | 17 (7 Wo.)        | 7      |
| Schweiz (IFPI)                 | 20 (12 Wo.)       | 12     |
| Vereinigte Staaten (Billboard) | 1 (17 Wo.)        | 17     |
| Vereinigtes Königreich (OCC)   | 5 (11 Wo.)        | 11     |

| ChartsJahrescharts (2003)      | Platzierung |
| ------------------------------ | ----------- |
| Vereinigte Staaten (Billboard) | 140         |

### Auszeichnungen für Musikverkäufe
| Land/Region                  | Auszeichnungen für Musikverkäufe (Land/Region, Auszeichnung, Verkäufe) | Verkäufe  |
| ---------------------------- | ---------------------------------------------------------------------- | --------- |
| Brasilien (PMB)              | Gold                                                                   | 50.000    |
| Kanada (MC)                  | Platin                                                                 | 100.000   |
| Vereinigte Staaten (RIAA)    | Platin                                                                 | 1.000.000 |
| Vereinigtes Königreich (BPI) | Gold                                                                   | 100.000   |
| Insgesamt                    | 2× Gold · 2× Platin ·                                                  | 1.250.000 |

Hauptartikel: Led Zeppelin/Auszeichnungen für Musikverkäufe